# Autódromo Víctor Borrat Fabini
El Autódromo Víctor Borrat Fabini es un autódromo situado en El Pinar, Departamento de Canelones (Uruguay), 31 km al este del centro de la capital del país Montevideo. Fue construido por la Asociación Uruguaya de Volantes e inaugurado el 14 de octubre de 1956. Allí se realizan gran parte de las fechas de los Campeonatos Nacionales de Pista de la AUVO y del Campeonato Uruguayo de Karting, así como carreras de automóviles clásicos, motociclismo de velocidad y arrancones.
Históricamente, el circuito ha albergado las 6 Horas de El Pinar, la tercera carrera de resistencia más importante de Sudamérica, entre otras competencias de gran turismos y monoplazas de alta cilindrada. Algunos de los principales campeonatos argentinos y sudamericanos han competido en El Pinar, entre ellos el Turismo Carretera, el Turismo Competición 2000, el Turismo Nacional, el TCR South America, la Fórmula 1 Mecánica Argentina, la Fórmula 2 Codasur, la Fórmula 3 Sudamericana y la Fórmula 4 Sudamericana. Además, el TCR World Tour corrió allí en 2023, donde para esta ocasión nuevamente se concretó una ampliación del trazado.

## Trazado

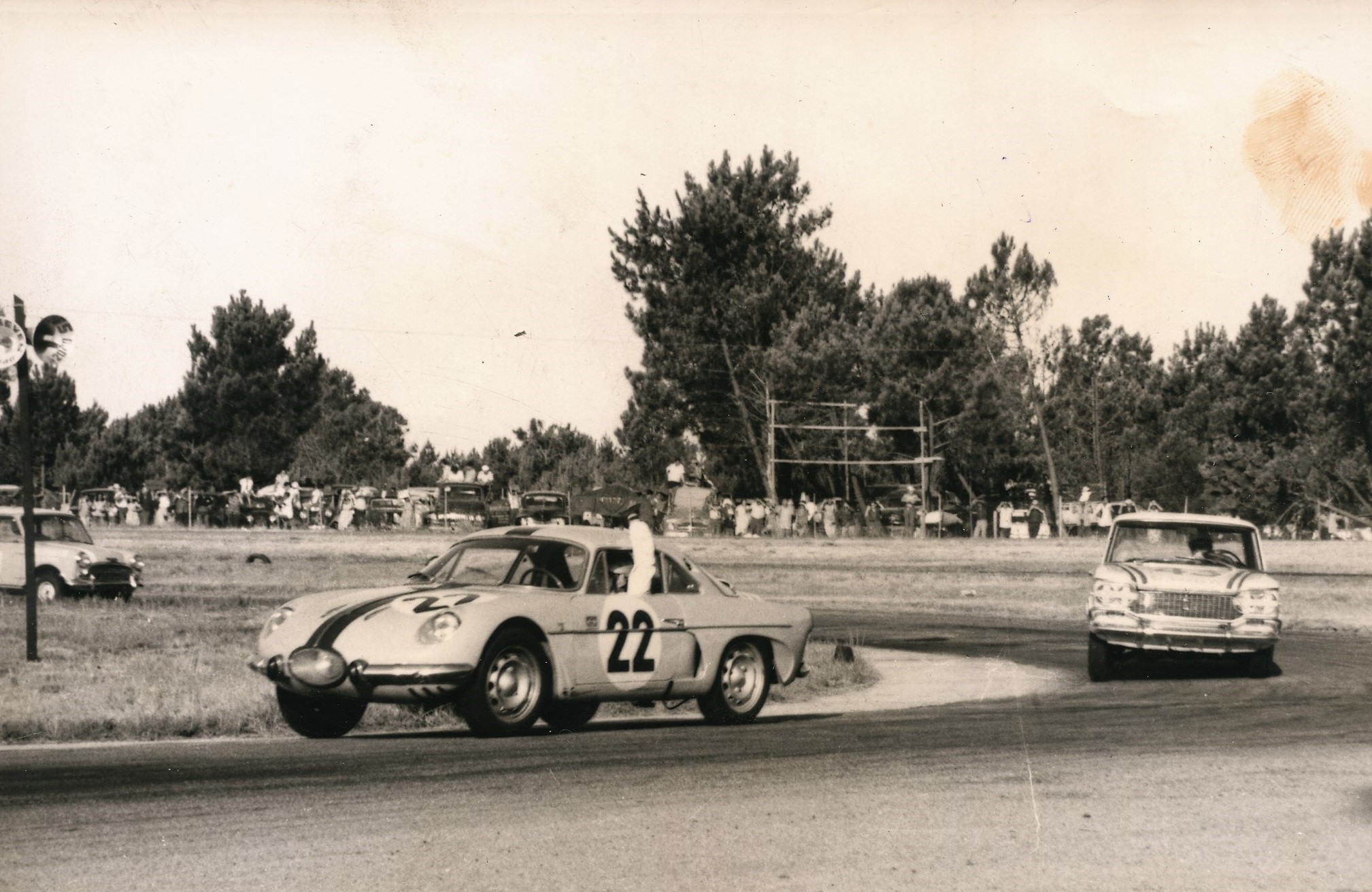
Corrida en 16 de febrero de 1964.

El trazado completo original consistía en las curvas Veloz, Gota de Agua, Curva del Parador, Viborita, Montlhéry y Curva de Boxes (número 2), existiendo además una variante perimetral (número 1). En 1975 se completó la primera remodelación y ampliación con la nueva curva del Cajón (número 3), así como la conexión de ésta con la recta principal para la variante del "Potrero" (número 4). A fines de la década de 1990 se remodeló la Gota de Agua para ampliar la zona de escape.
La Curva de Parador cambió su nombre oficial a Curva Gonzalo Rodríguez en septiembre de 2009, diez años después de que Gonzalo Rodríguez chocara fatalmente corriendo en la serie CART en Laguna Seca.
A principios del año 2017, el autódromo fue ampliado al agregarse la Banana en la zona noroeste. Además se restauró la vieja Gota de Agua, manteniéndose la nueva Gota de Agua con el nombre de Beco Passadore. En 2023 el autódromo fue parcialmente reasfaltado, y se añadió el sector Ancap como extensión de la Gota de Agua. Tras dichas reformas, las variantes se denominan:
- Número 1: 3.520 metros, incluyendo las curvas Gota de Agua y Cajón.
- Número 2: 3.240 metros, incluyendo las curvas Beco Passadore y Cajón.
- Número 3: 2.790 metros, incluyendo las curvas Beco Passadore y Montlhéry.
- Número 4: 3.031 metros, incluyendo las curvas Gota de Agua y Montlhéry.
- Número 6: 2.700 metros, incluyendo la curva Gota de Agua y dos viboritas en la recta opuesta, sin ingresar a los mixtos.
- Número 7: 2.910 metros, incluyendo la curva Gota de Agua y el mixto del antiguo circuito número 7.
- Número 8: 2.660 metros, incluyendo las curvas Gota de Agua y con la recta opuesta completa, sin ingresar a los mixtos.
- Número 10: 2.410 metros, incluyendo la curva Beco Passadore y dos viboritas en la recta opuesta, sin ingresar a los mixtos.
- Número 11: 3.080 metros, incluyendo las curvas Gota de Agua, Cajón y Potrero, sin la Curva de Boxes.
- Número 12: 3.120 metros, incluyendo el sector Ancap y con la recta opuesta completa, sin ingresar a los mixtos.
- Número 13: 4.000 metros, incluyendo el sector Ancap y la curva del Cajón.
- Número 14: 3.560 metros, incluyendo el sector Ancap y las curvas Cajón y Potrero, sin la Curva de Boxes.

Antes de 2017, el circuito ya ofrecía numerosas variantes:
- Número 1: Triángulo formado por la Veloz, la Gota de Agua y la Curva del Parador. Esta combinación está actualmente en desuso.
- Número 2: Circuito completo original, actualmente de 2.120 metros de extensión, formado por la Veloz, la Gota de Agua, la Curva del Parador, la Viborita, Montlhéry y la Curva de Boxes.
- Número 3: Circuito completo ampliado, actualmente de 2.680 metros de recorrido, al que se reemplaza Montlhéry por el Cajón.
- Número 4: Circuito trabado de 1.850 metros apodado "el Potrero". Con respecto al número 3, se cambia la Veloz y la Gota de Agua por el Potrero y el Cajón.
- Número 5: Circuito de 2.100 metros similar al número 2, al cual se le quita la Curva de Boxes y se le añade el Potrero. La entrada a la calle de boxes queda luego de Montlhéry.
- Número 6: Circuito de 2.100 metros similar al número 3, al cual se le cambia la Curva de Boxes por el Potrero. La entrada a la calle de boxes queda luego del Cajón.
- Número 7: Circuito de 2.120 metros estrenado en el año 2005. Luego de la Veloz y la Gota de Agua, se entra a los mixtos por una horquilla. Luego se circula por el Cajón y Montlhéry, y se vuelve a la recta opuesta por una Viborita alternativa. Luego de doblar en el Parador, se retorna a la recta principal.

El autódromo también posee seis trazados de karting:
- Número 1: 1.135 metros, similar al antiguo número 4, salvo que entre el Potrero y el Cajón se gira alrededor de la Isla, se entra a la recta opuesta a través de una chicana (la horquilla del número 7) y en lugar de la Curva del Parador se toma una horquilla antes de Montlhéry.
- Número 2: 950 metros, versión reducida del trazado de karting número 1, compuesta por el Potrero, la Isla, el Cajón, Montlhéry y la Curva de Boxes.
- Número 3: Versión reducida del antiguo número 7, formada por el Parador, la Curva de Boxes, Montlhéry y la Viborita del número 7.
- Número 4: 1.380 metros, versión extendida del trazado de karting número 1, compuesta por el Potrero, la Isla, el Cajón, dos viboritas hacia la recta opuesta, el Parador, y la chicana de la Curva de Boxes. Se estrenó en septiembre de 2024.
- Número 5: 1.209 metros, compuesta por el Potrero, la Isla, Montlhéry, la horquilla invertida del antiguo número 7, una doble viborita en la recta opuesta, el Parador, y la chicana de la Curva de Boxes. Se estrenó en el Campeonato Sudamericano de Cuatro Tiempos 2025.
- Número 6: Versión reducida del trazado de karting número 5, compuesta por el Potrero, la Isla, Montlhéry, la viborita hacia la la recta opuesta, el Parador, y la chicana de la Curva de Boxes. Se estrenó en junio de 2025.

| Curvas | Trazados | Mapa             |
| --- | --- | ---------------- |
| 1. Veloz 2. Gota de Agua 3. Curva del Parador 4. Viborita 5. Cajón 6. Curva de Boxes 7. Potrero 8. Montlhéry 9. Horquilla | - N.º 1: 1 2 3 - N.º 2: 1 2 3 4 8 6 - N.º 3: 1 2 3 4 5 6 - N.º 4: 7 5 3 4 8 6 - N.º 5: 1 2 3 4 8 7 - N.º 6: 1 2 3 4 5 7 - N.º 7: 1 2 9 5 8 4 3 - Karting N.º 1: 7 5 9 4 8 6 - Karting N.º 2: 7 5 8 6 - Karting N.º 3: 3 4 8 6 - Karting N.º 4: 7 5 9 4 3 - Karting N.º 5: 7 8 9 4 3 - Karting N.º 6: 7 8 4 3 | Curvas numeradas |

Los diversos trazados se han disputado en sentido horario y antihorario en distintos períodos desde 1975 hasta 2013. Para evitar embotellamientos cuando se corría en sentido antihorario, la primera curva era siempre el Parador. A partir de 2014, los trazados se utilizan únicamente en sentido horario, como se hacía originalmente.

## Carreras

### 6 Horas de El Pinar
| Año              | Pilotos                 | Pilotos                | Automóvil            |
| ---------------- | ----------------------- | ---------------------- | -------------------- |
| 1957             | Óscar Mario González    | Víctor Borrat Quartino | Peugeot 403          |
| 1958             | Larry Rodríguez Larreta | César Reyes            | Peugeot 403          |
| 1959             | Raúl Trelles            | Cyro Fontes            | Opel                 |
| 1960             | Víctor Paullier         | Pablo Paullier         | Auto Union           |
| 1961             | Diego Fernández Aicardi | Ricardo Green          | Alfa Romeo Giulietta |
| 1962             | Víctor Paullier         | Rafael Paullier        | Alfa Romeo Giulia    |
| 1963             | Carlos Lepro            | Hermes Silvera         | Alfa Romeo Giulietta |
| 1964             | Pablo Paullier          | Ivo Rezk               | Morris Mini Cooper   |
| 1965             | Carlos Bellini          | Juan Carlos Gutiérrez  | Ford Cortina Lotus   |
| 1967             | Víctor Paullier         | Rafael Paullier        | Morris Mini Cooper   |
| 1968 (febrero)   | Edgardo Boschi          | Hernán Douburg         | Morris Mini Cooper   |
| 1968 (noviembre) | Víctor Paullier         | Rafael Paullier        | Morris Mini Cooper   |
| 1969-1971        | No se disputó           | No se disputó          | No se disputó        |
| 1972             | Aldo Dacal              | Miguel Ameglio         | BMW 2002             |
| 1973-1974        | No se disputó           | No se disputó          | No se disputó        |
| 1975             | Alberto Branda          | Rodolfo Branda         | Fiat 128 IAVA        |
| 1976             | No se disputó           | No se disputó          | No se disputó        |
| 1977             | Pedro Cabarcos          | Pedro Cabarcos         | Ford Escort          |
| 1978             | Domingo de Vitta        | Domingo de Vitta       | Ford Escort          |
| 1979             | Domingo de Vitta        | Domingo de Vitta       | Ford Escort          |
| 1980             | Federico West           | Federico West          | Ford Escort          |
| 1981             | Juan Strauch            | Aquiles Righi          | Ford Escort          |

## Galería

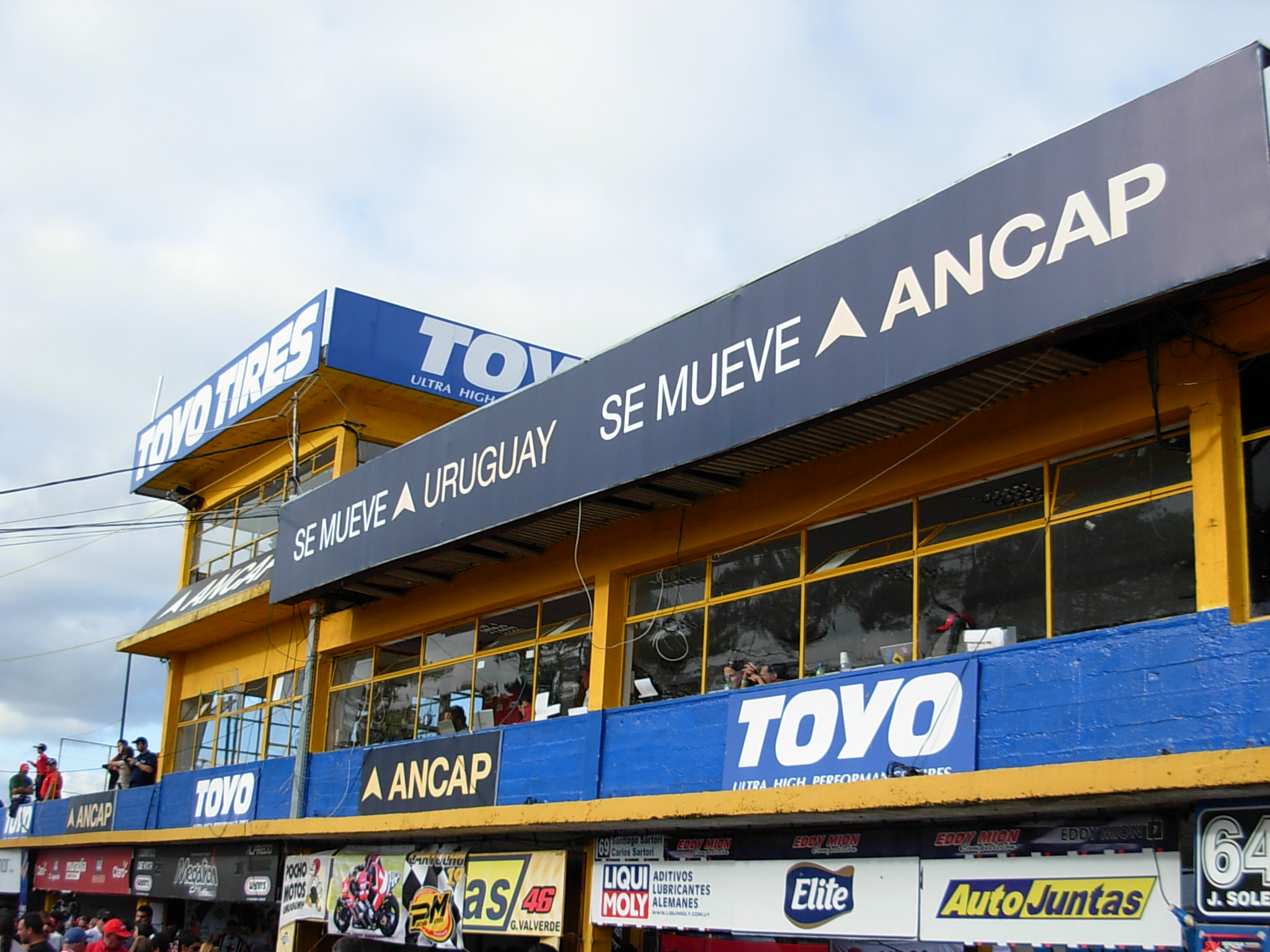
Edificio de boxes
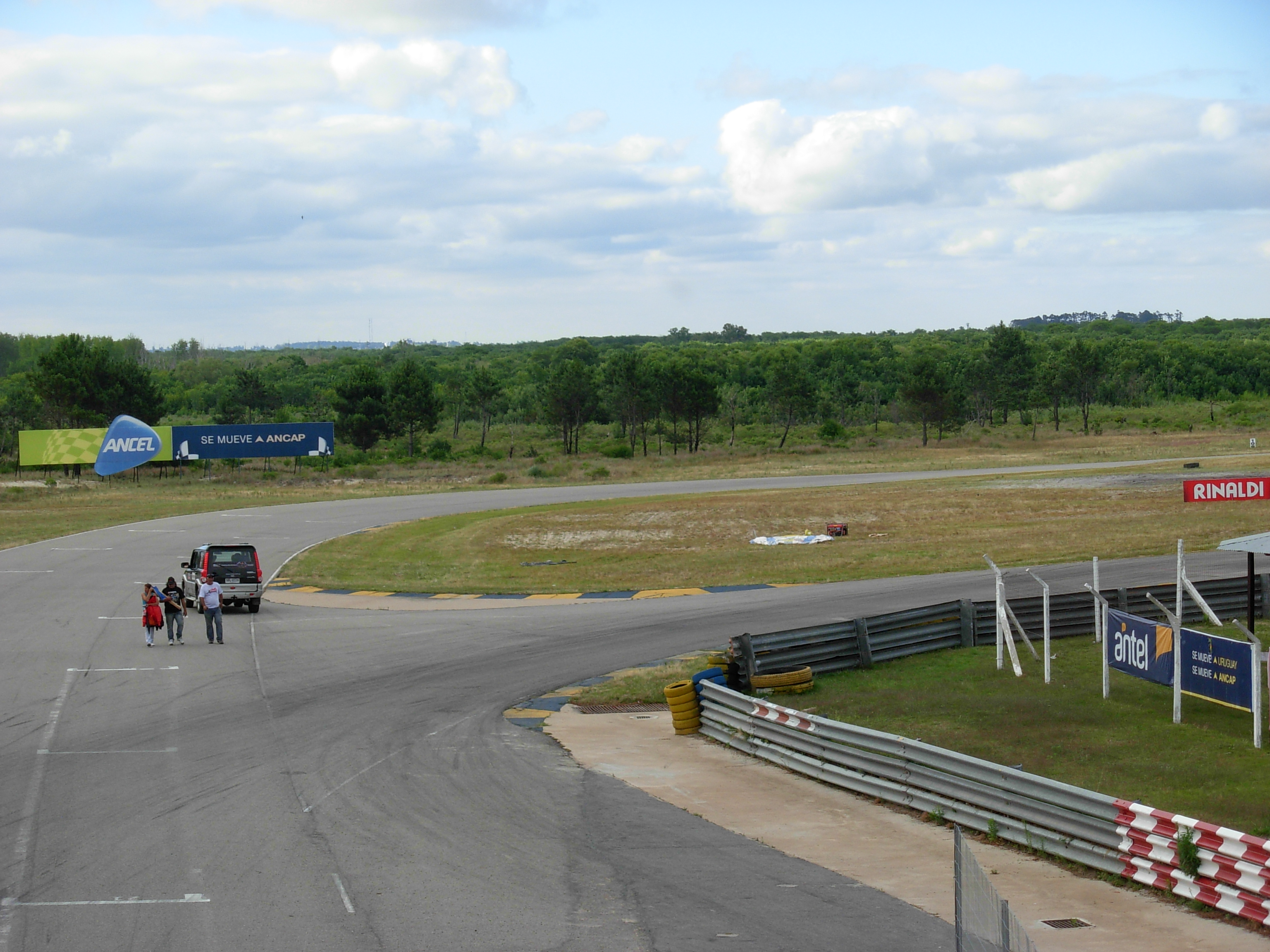
Curvón y Potrero
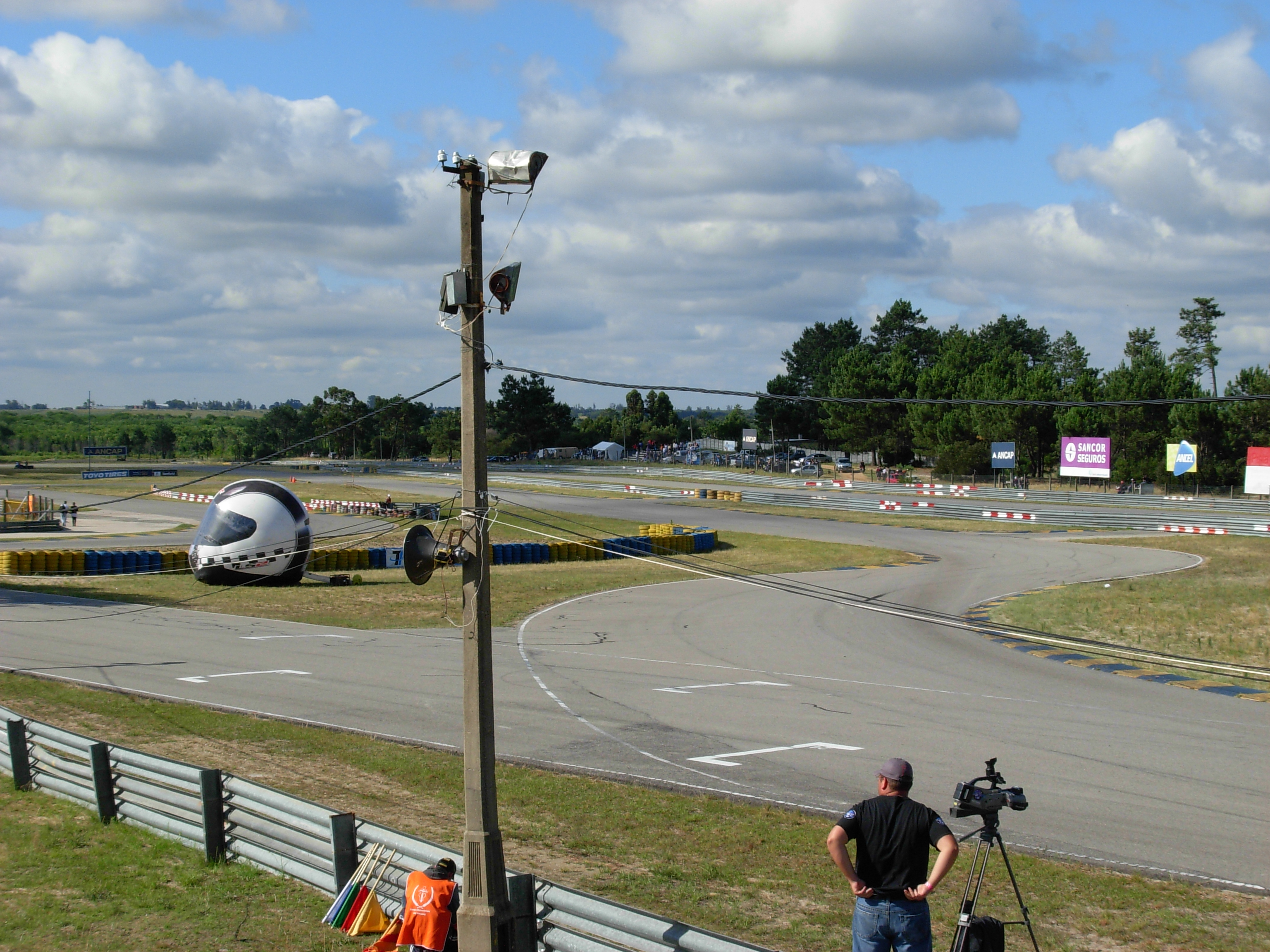
Curva de boxes y Viborita
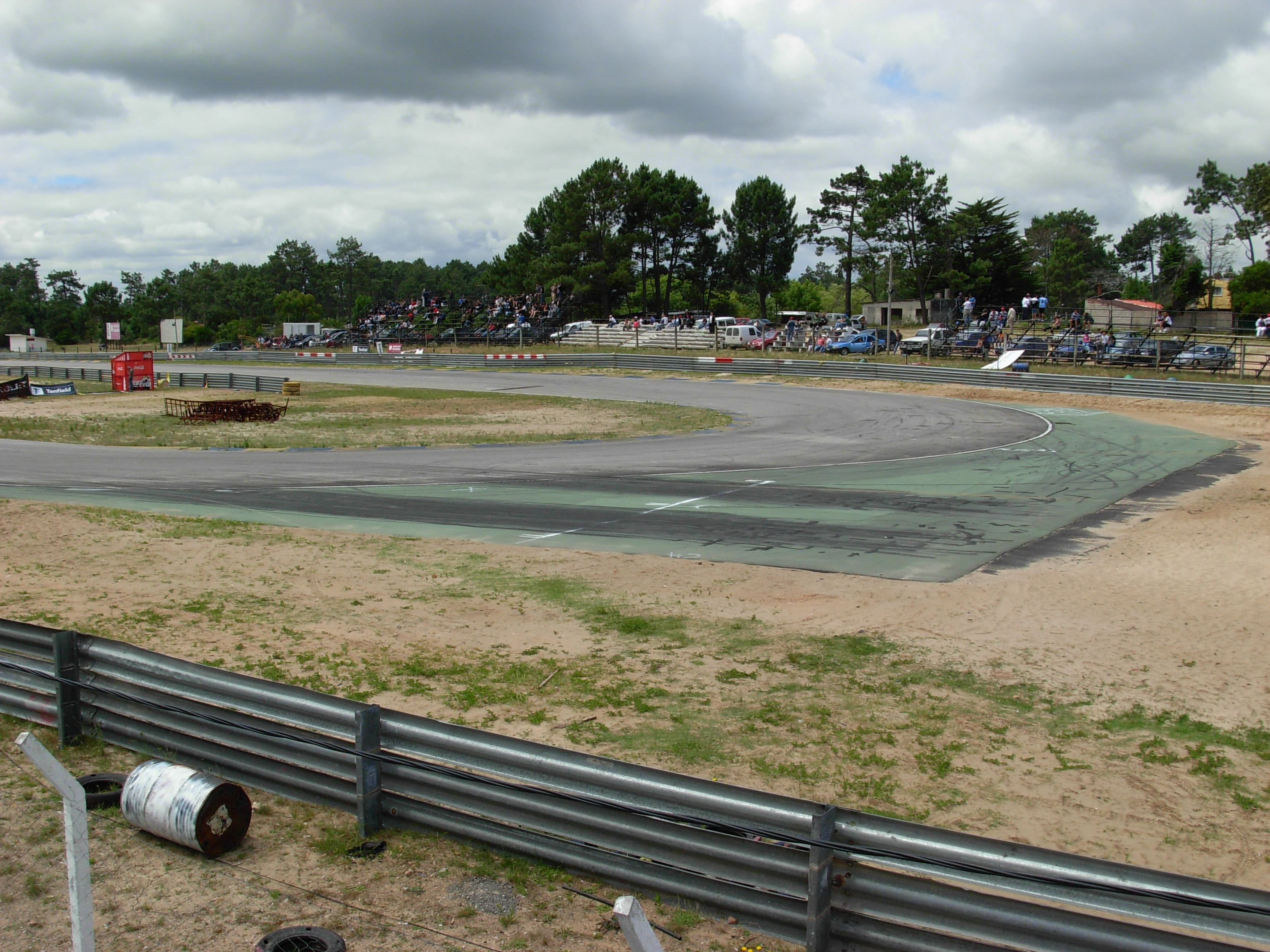
Curva Gonzalo Rodríguez y picódromo
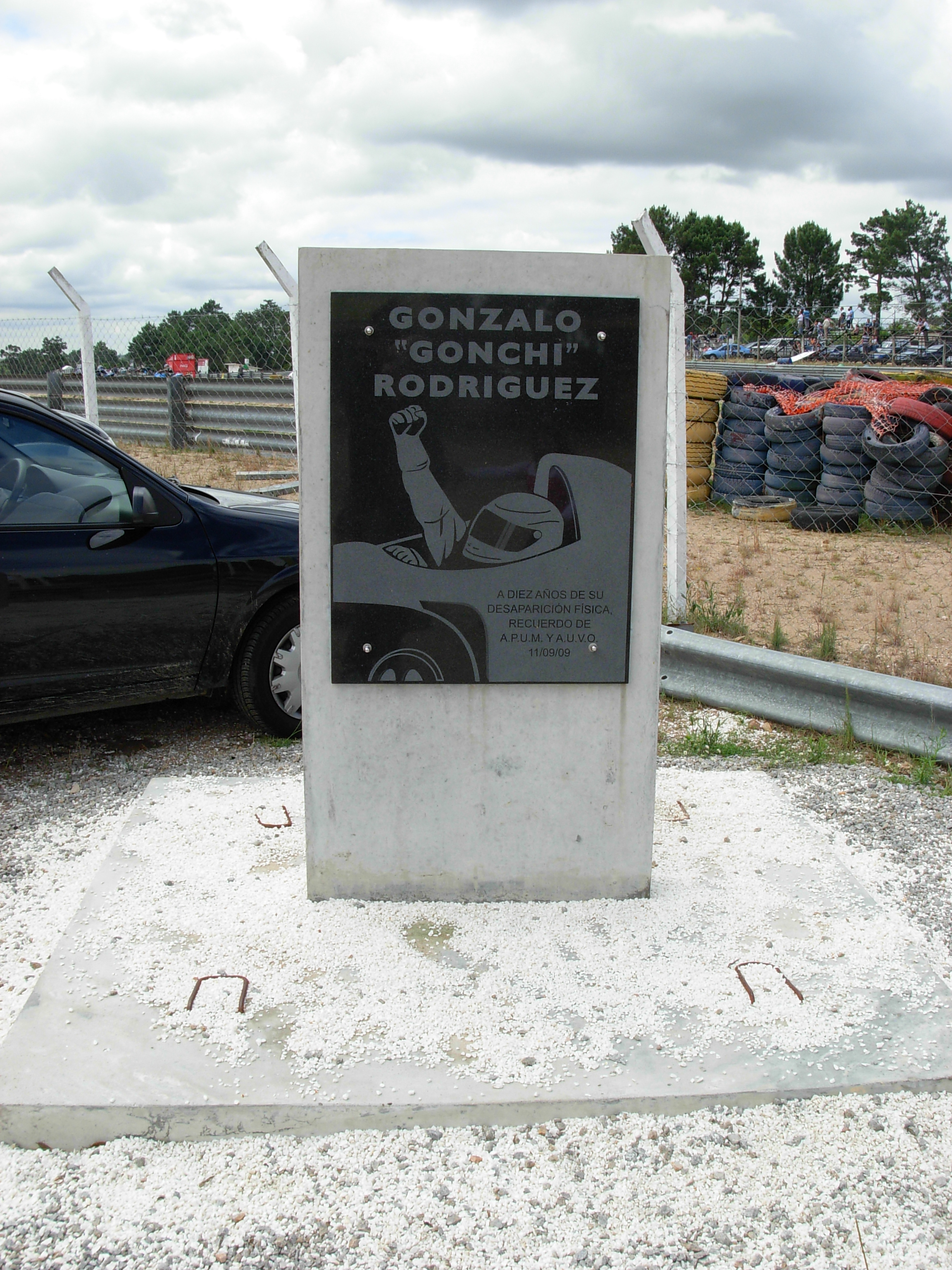
Monumento a Gonzalo Rodríguez
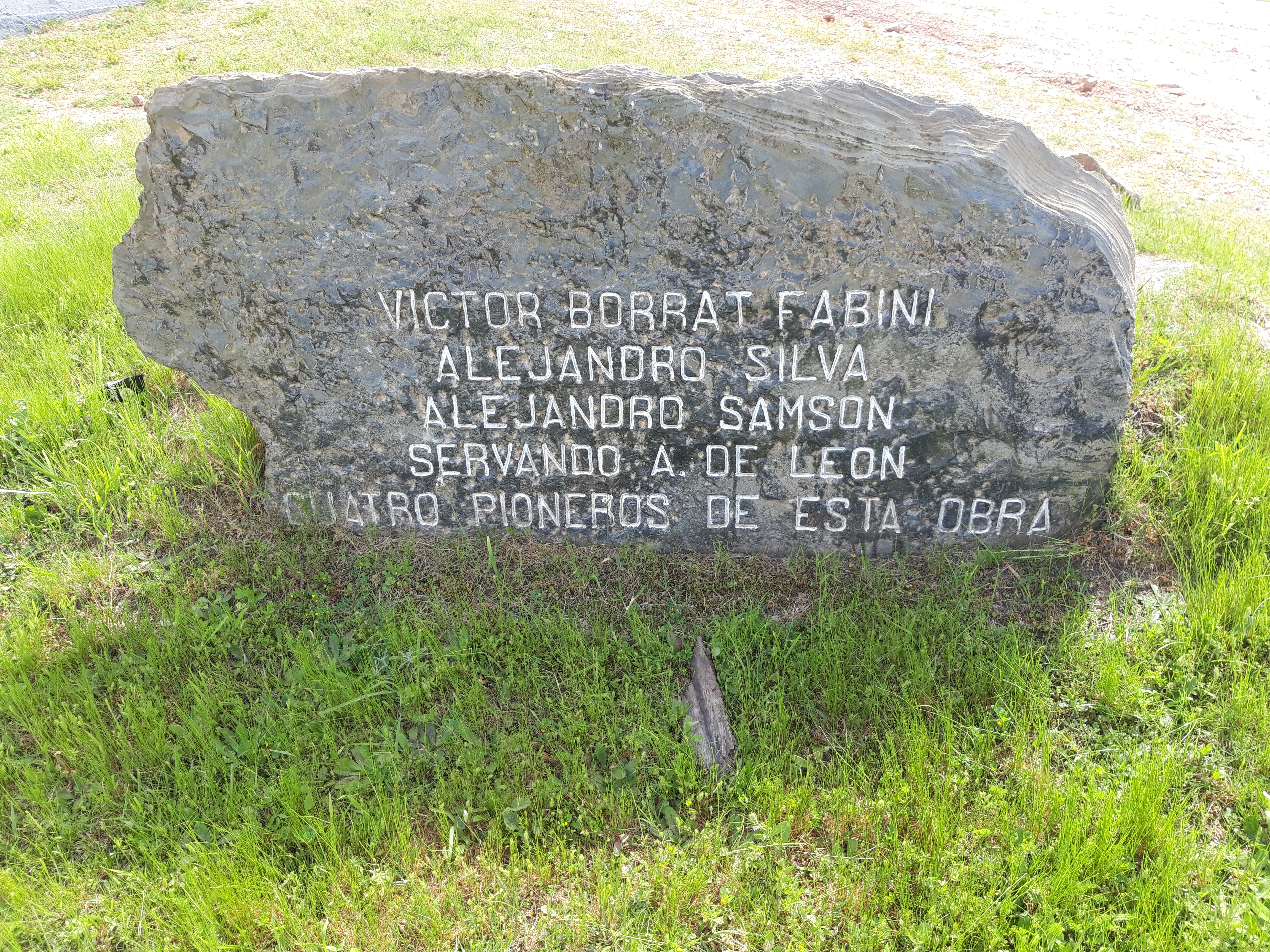
Monolito de los fundadores